# Manuel Lassala i Solera
Manuel Lassala y Solera (Barcelona, 1801 – Valencia, 1894) fue un militar y político español que fue gobernador civil de Barcelona, entre 1846 y 1853.

## Biografía
Hijo de Joan Rafel Lassala y Francisca Solera, se inclinó por la carrera militar. El 1810 llegó al grado de cadete y el 1824 ingresó a la Guardia Real, de la que fue nombrado capitán el 1834. A la muerte de Fernando VII no aceptó la sucesión de Isabel II y se puso de parte del pretendiente Carlos María Isidro de Borbón. En la Primera Guerra Carlista participó en el asedio de Bilbao y en la batalla de Luchana, logrando el grado de coronel.
Se acogió al convenio de Vergara de 1839 y pasó al ejército de la reina Isabel II. Fue nombrado gobernador civil de la provincia de Barcelona en 1846-1847 y en la guerra de los tempraneros de 1849 luchó contra los carlistas en el Principado de Cataluña. El 1851 fue ascendido a mariscal de campo, en 1852-1853 fue nuevamente gobernador civil de Barcelona y el 1857 capitán general de Andalucía, donde reprimió con dureza un levantamiento de carácter carlista en Sevilla.
El 1867 fue ascendido a teniente general y llegó a consejero de estado y director general de administración militar. El 1866 fue nombrado senador, pero no llegó a jurar el cargo. Con la restauración borbónica aceptó al nuevo rey Alfonso XII y fue nombrado capitán general de Valencia en 1875-1876.